# Ruilin (köpinghuvudort i Kina, Jiangxi Sheng, lat 26,17, long 115,84)
Ruilin är en köpinghuvudort i Kina. Den ligger i provinsen Jiangxi, i den sydöstra delen av landet, omkring 280 kilometer söder om provinshuvudstaden Nanchang. Antalet invånare är 33 795. Befolkningen består av 16 542 kvinnor och 17 253 män. Barn under 15 år utgör 33 %, vuxna 15-64 år 59 %, och äldre över 65 år 7,0 %.
Runt Ruilin är det ganska tätbefolkat, med 230 invånare per kvadratkilometer. Närmaste större samhälle är Ge'ao, 15,8 km nordväst om Ruilin. I omgivningarna runt Ruilin växer huvudsakligen savannskog.
Genomsnittlig årsnederbörd är 2 051 millimeter. Den regnigaste månaden är maj, med i genomsnitt 345 mm nederbörd, och den torraste är oktober, med 23 mm nederbörd.